# Caudicornia aurantia
Caudicornia aurantia is een vlinder uit de familie wespvlinders (Sesiidae), onderfamilie Tinthiinae.
Caudicornia aurantia is voor het eerst wetenschappelijk beschreven door Hampson in 1919. De soort komt voor in het Oriëntaals gebied.